# Dömd utan bevis
Dömd utan bevis (originaltitel: Carbine Williams) är ett amerikanskt drama från 1952 med James Stewart och Jean Hagen. Filmen regisserades av Richard Thorpe.

## Handling
Filmen bygger på den verkliga historien om David Marshall Williams (James Stewart), mannen som uppfann den amerikanska M1-geväret, som användes under andra världskriget. Williams destillerar i sin ungdom hembränd sprit. En dag dyker staten upp för att sätta dit honom och hans kompanjoner och det utbryter skottlossning, varvid Williams dödar en av de federala agenterna. Under sin fängelsevistelse får han tillfälle, tack vare en godhjärtad fängelsechef, att utnyttja sitt mekaniska sinne till att utveckla vapen, och när han väl släpptes ut så arbetade han med Winchester med att ta fram M1-geväret.

## Rollista
- James Stewart
- Jean Hagen
- Wendell Corey
- Carl Benton Reid
- Paul Stewart